# Alenka Stanič
Alenka Stanič, roj. Smolej, psevdonim Helena Starc, slovenska prevajalka, * 25. oktober 1938, Šentvid, Ljubljana - 27. maj 2024, Šentvid, Ljubljana.
Deluje kot književna prevajalka iz angleščine in ruščine.

## Življenjepis
Oče Tone Smolej, višji gradbeni tehnik (6. 5. 1902, Kranjska Gora – 28. 11. 1957, Ljubljana), mama Terezija Smolej, roj. Bizjak, diplomantka Državne trgovske akademije Ljubljana (19. 1. 1913, Ljubljana – 16. 3. 1993, Ljubljana), brat Anton Smolej, dr. metalurških znanosti (25. 5. 1940, Ljubljana), mož Janez Stanič, novinar, prevajalec, publicist in urednik (4. 1. 1937, Ljubljana – 28. 10. 1996, Ljubljana), hči Tatjana Stanič, gledališka lektorica, prevajalka (12. 6. 1965, Moskva), sin Marko, podjetnik (2. 7. 1968, Ljubljana), hči Barbara Vodopivec, roj. Stanič, dr. zgodovinskih znanosti (4. 10. 1969, Kranj).
Alenka Stanič se je rodila v Šentvidu nad Ljubljano. Oče Tone je bil višji gradbeni tehnik in je sodeloval pri nekaterih največjih gradbenih projektih takratne Kraljeve banske uprave Dravske banovine, pri čemer je delal med drugim na projektih arhitekta Jožeta Plečnika in Vinka Glanza (npr. Narodna in univerzitetna knjižnica, stavba parlamenta, Brioni), po vojni pa med drugim pri projektih arhitekta Edvarda Ravnikarja (Moderna galerija). Mama Terezija se je po smrti moža zaposlila sprva pri gradbenem podjetju Tehnika in nato pri podjetju SCT, kjer je delala do upokojitve.
Alenka je osnovno šolo obiskovala v Šentvidu nad Ljubljano (Državna mešana osnovna šola, danes je v stavbi Osnovna šola Franc Rozman Stane) in se nato vpisala na XII. Gimnazijo Ljubljana-Šentvid, kjer je v šolskem letu 1956/57 tudi maturirala. Po maturi je študirala slovenščino in angleščino na Filozofski fakulteti v Ljubljani. Ker je družina po smrti očeta ostala brez dohodkov, se je zaposlila v zunanjepolitični redakciji ČGP DELO (1960-64). V tem času je začela s prevajanjem različnih prispevkov in podlistkov iz angleščine. Nato se je 16. 11. 1963 poročila z novinarjem, publicistom, urednikom in prevajalcem Janezom Staničem in leta 1964, ko je bil imenovan za prvega dopisnika DELA iz Sovjetske zveze, odšla z njim v Moskvo (1964-67). V Moskvi je tri leta izpopolnjevala znanje ruščine, hkrati pa je pripravljala novinarske prispevke za revijo Naša žena in druge publikacije DELA. Začela je prevajati tudi iz ruščine, po vrnitvi iz Sovjetske zveze pa je kot stalna sodelavka DELA prevajala prispevke zlasti za revijo Naši razgledi in za Sobotno prilogo ter za publikacije, ki so izšle v založbi DELA (največ dela L. Walker in zgodbe o Tarzanu E. R. Burrougsa, ki so izhajale tudi kot podlistki).
Prevedla je več kot 60 literarnih del. Prevajala je za največje slovenske založbe, kot so Mladinska knjiga, Cankarjeva založba, Prešernova družba in Pomurska založba. Leta 1985 je bila za prevod romana Saula Bellowa Dekanov december nominirana za Sovretovo nagrado.
Leta 1979 je postala samostojna kulturna delavka in članica Društva slovenskih književnih prevajalcev. V društvu je aktivno delovala več desetletij, sprva kot tajnica v času predsednikov Franeta Jermana, Kajetana Gantarja in Aleša Bergerja nato pa kot članica Upravnega odbora društva. Zaslužna je za uspešno izvedbo vrste prevajalskih srečanj doma in v republikah nekdanje Jugoslavije, s čimer je krepila mednarodno sodelovanje društva v širši regiji.

## Seznam prevodnih del (izbor)
- Barber, Noel: Kairčanka, Prešernova družba: 1991
- Beaty, David: Palica, Založba Borec: 1986
- Bellow, Saul: Dekanova december, Cankarjeva založba: 1985
- Bennett, Alvin Gladstone: Bog kamnosek, Pomurska založba: 1981
- Cascarelli, Kate: Popolnost, Obzorja: 1991
- Christie, Agata: Božič Hercula Poirot, Mladinska knjiga: 1994
- Christie, Agata: Smrt v oblakih, Mladinska knjiga: 1995
- Christie, Agatha: Smrt na Nilu, Mladinska knjiga: 1997 (ponatisi 2007, 2022)
- Cookson, Catherine: Past brez vabe, Pomurska založba: 1990
- Cooper, Jill: Bella, Cankarjeva založba: 1984
- Devon, Gary: Izgubljeni, Prešernova družba: 1996
- Eden, Dorothy: Brezdomka, Prešernova družba: 1987
- Follet, Ken: Mož iz Sankt Petersburga, Prešernova družba: 2000
- Gill, Barbara M.: Umorčki, Mladinska knjiga: 1996
- Gray, Caroline: Viktorijin pohod, Prešernova družba: 1996
- Grossman, Vasilij; Življenje in usoda, prevod skupaj z Janezom Staničem, Cankarjeva založba: 1993-94
- Higgins Clark, May, Spominjaj se me, Prešernova družba: 1997
- Hill, Peter: Teroristi, Cankarjeva založba: 1985
- Holding, E. S.: Izsiljevalci, Cankarjeva založba: 1984
- Holt, Victoria: Judežev poljub, Pomurska založba: 1986 (ponatis)
- Howatch, Susan: Hudičeva noč, Cankarjeva založba: 1983
- Kajsar, Sahidula: Mornarjeva žena, Pomurska založba: 1986
- Kirubride, Ronald: Japonska ljubezen, Delo, 1975
- Kunetka, James in Stricher, Whitley: Dan vojen, Založba Borec: 1988
- Marchand, Caterine: Tiger z barja, Cankarjeva založba: 1985
- McKinley, Tamara: Matildin zadnji valček, Prešernova družba: 2004
- McKinley, Tamara: Poletna bliskavica, Prešernova družba: 2007
- Mishima, Yukio: Pobegli konju, Pomurska založba: 1983
- Munn, Warner, H.: Izgubljena legija, Prešernova družba: 1988
- Nation, Terry: Preživeli, Prešernova družba: 1988
- Sadeki, Jamal Mir: Dolga noč, Pomurska založba: 1979
- Sadhu, Arun: Dan Bombaya, Pomurska založba: 1980
- Salih, At-Tajib: Romanje na sever; Bender-Šah, Pomurska založba: 1984
- Sidikki, Šaukat: Odrinjenci, Pomurska založba: 1982
- Steward, Mary: Trnovka, Prešernova družba: 1992
- Veen, Adrian van der: Zavoljo ljubezni, Pomurska založba: 1982
- Walker, Lucy: Vonj pinij, Cankarjeva založba: 1983
- West, Morris: Gola dežela, NN, 1972
- Wibberley, Mary: Črni Niall, Cankarjeva založba: 1983
- Wilson, Angus: Anglosaško vedenje, Cankarjeva založba: 1988